# Nina Riva
Nina Riva Buglio nace en Florida en 1938.
Egresa como maestra del Instituto de Formación Docente en 1960. Cursa estudios de segundo grado en el Instituto Magisterial Superior. Se desempeña como maestra, directora e Inspectora de Zona.
Realiza investigaciones históricas centradas en la evolución del departamento y su relación con el contexto nacional e internacional.
Integra el Grupo "Identidad" entre 2006 y 2009 y se desempeña como Vicepresidenta de la Comisión de Patrimonio Departamental.
Es autora de varios libros y artículos.

## Publicaciones
- "Sarandí Grande"(1990).
- "25 de agosto"(1991).
- "De aquí"(hojas coleccionables publicadas entre marzo a diciembre de 1991)
- "De romerías,aquelarres y vivaques a hoy"(1992)
- "Florida corazón Adentro"(1997)
- "Anuarios de Diario El Heraldo"(1997-1998)
- "Los inmigrantes I"(1999)
- "Fragmentos de identidad-Florida Barrio por Barrio"(2000)
- "Los Inmigrantes II"(2001)
- "Los Inmigrantes III"(2001)
- "Florida a brazos y abrazos"2007

## Publicaciones en coautoría
- "70 años del El Heraldo"(1989 con Eduardo Díaz).
- "25 de agosto"(1990 con Eduardo Díaz).
- "La estancia de los jesuitas" (con Eduardo Lorier-1993)
- "El mestizaje I .Los indios y nosotros"(con Eduardo Lorier-1993)
- "Reseña Histórica de diario EL Heraldo en su 75 aniversario"(con Fernando
- González-1994)
- "El mestizaje II San Francisco de Borja del Yí"(con Eduardo Lorier-1995)
- "1914 de pasiones y muertes"(con Eduardo Lorier)
- "El Santa Lucía Chico"(con Eduardo Lorier)
- "De entre casa por el siglo"(con Fernando González)
- "El comercio y la historia en Florida de 1930 a 2005"(con Fernando
- González-2005)
- "Una visita a la Catedral"con Fernando González 2006

## Reconocimiento
El 28 de mayo de 2008, la Junta Departamental de Florida en una sesión extraordinaria Archivado el 5 de marzo de 2016 en Wayback Machine., rinde Homenaje a su trabajo como investigadora.